# Обелиск несврстаних земаља код Бранковог моста
 Обелиск несврстаних земаља је споменик у Београду. Налази се у непосредној близини Бранковог моста у Парку несврстаним земљама, општини Стари град.

## Подизање обелиска
Обелиск је подигнут поводом Београдске конференције која је одржана од 1. до 6. септембра 1961. године у Београду. Четворостубан је, сужава се ка врху, а висок је 27 метара. Обновљен је у августу 1989. године поводом девете конференције несврстаних земаља. На табли испод Великог грба Београда на српском и енглеском језику пише:
„Обелиск подигнут септембра 1961. године поводом Прве конференције несврстаних земаља. Обновљен августа 1989. године поводом Девете конференције несврстаних земаља”.
Непосредно пред Београдску конференцију, урађена су два обелиска, а други се налазио на Тргу Маркса и Енгелса, био је монтажни објекат, а његов костур је направљен од цеви. На рубовима конструкције постављено је неонско осветљење. Рађен је уочи конференције, а сама реализација обављена је у последњем часу, јер је тих дана падала киша. У једном тренутку се Обелсик код Трга Маркса и Енгелса се запалио, па је о свему томе поведена истрага. Након завршене конференције други обелиск је размонтиран, а први код Бранковог моста сачуван. Годину дана пре конференције усвојен је нови Грб Београда. Излазак нове верзије грба је довођен у везу са планираним одржавањем Прве конференције несврстаних земаља у Београду. Тако се нови грб града нашао на обелиску, а ту се и данас налази.
у Заводу за заштиту споменика културе града Београда и Историјском архиву Београда нема документације о пројектану грађевине. Дневни лист Политика писао је 18. марта 2014. године писала о скрнављењу овог споменика и навео као пројектанта сликара и архитекту Синишу Вуковића, а тај податак се налазио и у многим документима, као и на интернет порталу „Београд”. Након тога, редакцији Политике јавила се Љиљана Миленковић, супруга архитекте Душана Миленковића, тврдећи да је њен муж аутор обелиска. Након тога листу Политика обратио се архитекта и потписних бројних стручних чланака Милорад Јевтић, који је тврдио да је обелиск пројектовао његов колега Светислав Личина. Верује се да нема података о пројектанту обелиска због брзине припрема за Конференцију несврстаних, због колективног карактера ауторства или због тога јер је планиран као привремени објекат.
Поводом месеца кампање борбе против ХИВ вируса, почетком децембра 2005. године обелиск је био заденут 27 метара дугачком репликом кондома. Стилизовани презерватив поставили су волонтери групе „Акт ап”, која је деловала при Омладини ЈАЗАС-а. Након тога пројекат је допуњен слоганом „Ко са мном спава не боли га глава”. За ову радњу није добијена дозвола, па је комунална инспекција наложила уклањање платна, а тај посао су извели алпинисти.
Обелиск несврстаних земаља на сваких неколико месеци од графита чисте градске службе, а постојао је и предлог постављања ограда око споменика, како би се спречило његово скрнављење. Обележје није под заштитом Завода за заштиту споменика културе. Комплетно је обновљен 2021. године.